# 35347 Tallinn
35347 Tallinn è un asteroide della fascia principale. Scoperto nel 1997, presenta un'orbita caratterizzata da un semiasse maggiore pari a 3,0104431 UA e da un'eccentricità di 0,0667482, inclinata di 10,72694° rispetto all'eclittica.
È dedicato alla città di Tallinn, capitale dell'Estonia.